# Теодорова спирала
У геометрији, Теодорова спирала (која се назива и спирала квадратног корена, Ајнштајнова спирала, Питагорина спирала или Питагорин пуж) је спирала састављена од правоуглих троуглова, постављених од ивице до ивице. Добила је име по Теодору из Кирене.

## Конструкција
Спирала почиње са једнакокраким правоуглим троуглом, при чему сваки крак има јединичну дужину . Формира се још један правоугли троугао, аутомедијални правоугли троугао са једним краком који је хипотенуза претходног троугла (са дужином квадратним кореном од 2 ), а други крак има дужину од 1; дужина хипотенузе овог другог троугла је квадратни корен од 3 . Процес се затим понавља; {\displaystyle n} троугао у низу је правоугли троугао са дужинама страница {\displaystyle {\sqrt {n}}} и 1, и са хипотенузом {\displaystyle {\sqrt {n+1}}} . На пример, 16. троугао има странице које се мере {\displaystyle 4={\sqrt {16}}}, 1 и хипотенуза од {\displaystyle {\sqrt {17}}}.

## Историја и употреба
Иако је сав Теодоров рад изгубљен, Платон је Теодора ставио у свој дијалог Тетет, који говори о његовом делу. Претпоставља се да је Теодор Теодорове спирале доказао да су сви квадратни корени неквадратних целих бројева од 3 до 17 ирационални.
Платон не приписује Теодору ирационалност квадратног корена из 2, јер је то било добро познато пре њега. Теодор и Тетет су поделили рационалне и ирационалне бројеве у различите категорије.

## Хипотенуза
Хипотенузе сваке од троуглова {\displaystyle h_{n}} даје квадратни корен одговарајућег природног броја, са {\displaystyle h_{1}={\sqrt {2}}} .
Платон, кога је Теодор подучавао, питао се зашто се Теодор зауставио {\displaystyle {\sqrt {17}}} . Обично се верује да је разлог то што {\displaystyle {\sqrt {17}}} хипотенуза припада последњем троуглу који не преклапа фигуру.

### Преклапање
Године 1958. Калеб Вилијамс је доказао да се две хипотенузе никада неће поклопити, без обзира на то колико се спирала наставља. Такође, ако су странице јединичне дужине продужене у праву, оне никада неће проћи ни кроз један од других врхова укупне фигуре.

### Продужетак
Теодор је зауставио спиралу у троуглу са хипотенузом од {\displaystyle {\sqrt {17}}} . Ако се спирала настави на бесконачно много троуглова, наћи ће се много интересантнијих карактеристика.

#### Брзина раста

##### Угао
Ако {\displaystyle \varphi _{n}} је угао {\displaystyle n} троугао (или спирални сегмент), онда:
{\displaystyle \tan \left(\varphi _{n}\right)={\frac {1}{\sqrt {n}}}.}
Дакле, раст угла {\displaystyle \varphi _{n}} следећег троугла {\displaystyle n} је: {\displaystyle \varphi _{n}=\arctan \left({\frac {1}{\sqrt {n}}}\right).}Збир углова првог {\displaystyle k} троуглова се назива укупни угао {\displaystyle \varphi (k)} за {\displaystyle k} тх троугао. Расте пропорционално квадратном корену од {\displaystyle k}, са ограниченим термином корекције {\displaystyle c_{2}}:{\displaystyle \varphi \left(k\right)=\sum _{n=1}^{k}\varphi _{n}=2{\sqrt {k}}+c_{2}(k)}где{\displaystyle \lim _{k\to \infty }c_{2}(k)=-2.157782996659\ldots }

#### Полупречник
Раст полупречника спирале у одређеном троуглу {\displaystyle n} је{\displaystyle \Delta r={\sqrt {n+1}}-{\sqrt {n}}.}

### Архимедова спирала
Теодорова спирала се приближава Архимедовој спирали. Као што је растојање између два намотаја Архимедове спирале једнако математичкој константи {\displaystyle \pi }, како се број окрета Теодорове спирале приближава бесконачности, растојање између два узастопна намотаја се брзо приближава {\displaystyle \pi }. Следи табела која приказује два намотаја спирале која се приближавају пи:
| Број намотаја:              | Израчунато просечно растојање намотаја | Тачност просечне удаљености намотаја у поређењу са π |
| --------------------------- | -------------------------------------- | ---------------------------------------------------- |
| 2                           | 3.1592037                              | 99,44255%                                            |
| 3                           | 3.1443455                              | 99,91245%                                            |
| 4                           | 3.14428                                | 99,91453%                                            |
| 5                           | 3.142395                               | 99,97447%                                            |
| {\displaystyle \to \infty } | {\displaystyle \to \pi }               | {\displaystyle \to 100\%}                            |

Као што је приказано, након само петог намотаја, удаљеност је 99,97% тачна апроксимација {\displaystyle \pi }.

## Непрекидна крива
Питање како интерполирати дискретне тачке Теодорове спирале глатком кривом предложено је и на које је одговорено Davis 2001 по аналогији са Ојлеровом формулом за гама функцију као интерполантом за факторијалну функцију. Давис је пронашао функцију{\displaystyle T(x)=\prod _{k=1}^{\infty }{\frac {1+i/{\sqrt {k}}}{1+i/{\sqrt {x+k}}}}\qquad (-1<x<\infty )}коју су даље проучавали његов ученик Лидер и Изерлес (у додатку Davis 2001). Аксиоматска карактеризација ове функције је дата у Gronau 2004 као јединствене функције која задовољава функционалну једначину{\displaystyle f(x+1)=\left(1+{\frac {i}{\sqrt {x+1}}}\right)\cdot f(x),}почетно стање {\displaystyle f(0)=1,} и монотоност и аргумента и модула; алтернативни услови и слабљења се такође проучавају у њему. Алтернативни извод је дат у Heuvers, Moak & Boursaw 2000.
Аналитички наставак Дејвисовог континуираног облика Теодорове спирале који се протеже у супротном смеру од почетка дат је у Waldvogel 2009. На слици су чворови оригиналне (дискретне) Теодорове спирале приказани као мали зелени кругови. Плави су они, додани у супротном смеру од спирале. Само чворови {\displaystyle n} са целобројном вредношћу поларног радијуса {\displaystyle r_{n}=\pm {\sqrt {|n|}}} су нумерисани на слици. Испрекидани круг у координатном почетку {\displaystyle O} је круг закривљености на {\displaystyle O}.